# رئاسة حافظ الأسد
تولى حافظ الأسد منصب رئيس سوريا منذ عام 1971 وحتى وفاته في عام 2000. وكان رئيس وزراء سوريا، وكان يقود حكومة لمدة عامين. وقد خلفه ابنه بشار الأسد. خلال فترة حكمه، اتبع الأسد مسارًا اشتراكيًا معتدلًا.

## السياسات المحلية
وفي عام 1971، عندما بدأ رئيس الوزراء الأسد «حركة تصحيحية» في المؤتمر الوطني الحادي عشر لحزب البعث. وكان من المقرر إجراء تنقيح عام للسياسة الوطنية يشمل أيضا إدخال تدابير لتوطيد حكمه. وكان أسلافه البعثيين قد قيدوا سيطرة الإسلام في الحياة العامة والحكومة. ولأن الدستور لم يسمح إلا للمسلمين بأن يصبحوا رئيسا للبلاد، فإن الأسد، خلافا لسلفه صلاح جديد، قدم نفسه بوصفه مسلماً تقياً. ومن أجل الحصول على الدعم من جماعة العلماء ـ الطبقة المسلمة المتعلمة ـ صلى في مساجد السنة، حتى ولو كان من العلويين. ومن بين الاجراءات التي اتخذها رفع رتبة نحو 2,000 موظف ديني وتعيين عليم وزيرا للموظفين الدينيين وبناء المساجد. فقد عين معلما سنيا غير معروف، وهو أحمد الخطيب، رئيسا للدولة من أجل إرضاء الأغلبية السنية. كما عين الأسد السنة في مناصب عليا في الحكومة والجيش والحزب. وكان جميع رؤساء وزراء الأسد ووزراء الدفاع ووزراء الخارجية وأغلبية مجلس وزرائه من السنة. في أوائل السبعينات، تم التحقق من أنه مسلم حقيقي من قبل مفتي دمشق السني وأدى الحج. وفي خطبه كثيرا ما استخدم عبارات مثل الجهاد والاستشهاد عند الإشارة إلى محاربة إسرائيل.
وبعد أن حصل الأسد على السلطة الكافية، كان في حاجة إلى أن يصبح زعيما لحزب البعث، لذا أمر باعتقال زعماء الحزب الحاليين وطلبهم، ليحل محلهم مؤيدوه في القيادة الإقليمية لحزب البعث. وسرعان ما انتخبوه أمينا عاما للفرع السوري للحزب، مؤكدين مكانته كزعيم بحكم الأمر الواقع في البلاد. كما عينت القيادة الإقليمية جمعية شعب جديدة رشحته في عام 1971 للرئاسة كمرشح وحيد. في 22 فبراير 1971، استقال الأسد من سلاح الجو السوري ثم أقر بعد ذلك كرئيس بنسبة 99.6% من الأصوات في الاستفتاء الذي أجري في 12 مارس 1971. كما أعاد مكتب رئاسة الجمهورية الإسلامية القديمة. وبينما استمر الأسد في استخدام حزب البعث، وإيديولوجيته وجهازه المتوسع كأدوات للحكم والسياسات، أنشأ نظام رئاسي قوي ومركزي يتمتع بسلطة مطلقة لأول مرة في تاريخ سوريا الحديث.
وكان الأسد يريد أن تظهر حكومته ديمقراطية. وكان مجلس الشعب ومجلس وزرائه يتألفان من عدة أحزاب قومية واشتراكية تحت مظلة الجبهة الوطنية التقدمية التي يقودها حزب البعث. وكان نصف أعضاء حكومته ممثلين للفلاحين والعمال، وأنشئ عدد من المنظمات الشعبية للفلاحين والعمال والنساء والطلاب من أجل المشاركة في عملية صنع القرار. ومع اكتساب الدعم من الفلاحين والعمال والشباب والمؤسسة العسكرية والطائفة العلوية، كان الأسد راغبا في تدمير ما تبقى له من معارضة. وقد حاول أن يقدم نفسه كزعيم - إصلاحي، وباني للدولة، وباني للأمة، عن طريق تطوير وتحديث البنية التحتية الاجتماعية - الاقتصادية للبلاد، وتحقيق الاستقرار السياسي، والفرص الاقتصادية، والإجماع الإيديولوجي. وفي الوقت الذي كان يريد فيه خلق الإجماع الإيديولوجي والوحدة الوطنية، دعا الأسد إلى انتهاج سياسة إقليمية ديناميكية في حين كان يعارض الصهيونية والإمبريالية.
وفي 31 يناير 1973، نفذ الأسد الدستور الجديد الذي أدى إلى أزمة وطنية. وعلى النقيض من الدساتير السابقة، فإن هذا الدستور لم يتطلب أن يكون رئيس سوريا مسلما، الأمر الذي أدى إلى مظاهرات شرسة في حماة وحمص وحلب نظمتها جماعة الإخوان المسلمين وجماعة العلماء. وصموا الأسد بأنه "عدو الله" ودعوا إلى الجهاد ضد حكمه. وقد شبه روبرت د. كابلان وصول الأسد إلى السلطة بـ"أن يصبح غير قابل للمس مهراجا في الهند أو يهوديا أصبح قيصر في روسيا" وقد كان التطور غير المسبوق صدمة لسكان الأغلبية السنية الذين حكموا السلطة لقرون عديدة".[5] ورد الأسد باعتقال نحو 40 ضابط سني اتهموا بالتآمر. ومع ذلك، أعاد الأسد الشرط إلى الدستور لإرضاء السنة، لكنه قال إنه "يرفض كل تفسير غير مثقف للإسلام يضع في عراء ضيق الأفق بغيض والتعصب الأعمى".[3] وفي عام 1974، لتلبية هذا المطلب الدستوري، موسى الصدر، وقد أصدر أحد قادة لبنان الإثني عشر ومؤسس حركة أمل الذين حاولوا دون جدوى توحيد العلويين والشيعة اللبنانيين في ظل المجلس الشيعي الأعلى،[6] فتوى تقول بأن العلويين هم جماعة من المسلمين الشيعة الإثني عشر.
وطيلة فترة ولايته كرئيس لسوريا، حكم الأسد بموجب شروط حالة الطوارئ التي يرجع تاريخها إلى عام 1963. وبموجب أحكام قانون الطوارئ، وقد اقتصرت الصحافة على ثلاث صحف يسيطر عليها حزب البعث، وكثيرا ما يحاكم المعارضون السياسيون في محاكم الأمن التي تعمل خارج النظام القضائي العادي. وقدرت هيومن رايتس ووتش أن 17,000 شخصا على الأقل اختفوا دون شكليات المحاكمة أثناء حكم الأسد. كل سبع سنوات، تم ترشيح الأسد كمرشح وحيد للرئاسة من قبل مجلس الشعب، وتم تأكيده في منصبه من خلال استفتاء. وقد أعيد انتخابه أربع مرات، وفي كل مرة يحصل فيها على أكثر من 99 في المائة من الأصوات، بما في ذلك ثلاث مرات حصل فيها على تأييد إجماعي، وفقا للأرقام الرسمية. ولجميع المقاصد والأغراض، كان يسيطر على البلد سيطرة سياسية كاملة.

### انتفاضة الإخوان المسلمين
وقد واجهت الحكومة المزيد من التهديدات من قبل المعارضة الإسلامية من جديد. وقد أثار دعم الأسد السابق للموارنة المسيحيين وأعماله العسكرية ضد المقاتلين الإسلاميين في لبنان مرحلة جديدة وغير مسبوقة من المقاومة الإسلامية في شكل حرب عصابات حضرية منظمة بشكل جيد وفعالة ضد الحكومة والمسؤولين العسكريين والبعثيين والمؤسسات. وخلال أواخر سبعينيات وأوائل ثمانينيات القرن العشرين، تحول الجهاد الإسلامي إلى تمرد مفتوح تقريبا مع مقتل العديد من الجنود العلويين والضباط وكبار المسؤولين، وقصفت المراكز الحكومية والعسكرية بواسطة المسلحين المسلمين.
ففي مواجهة تهديد خطير لحكومته، وربما حياته، خسر الأسد للمرة الأولى ثقته بنفسه، فرد عليه بكل غضب وإحباط. كما بدأت صحته تتدهور خلال هذه الفترة. وتحت أوامره الشخصية، شنت حملة قمع ضد جماعة الإخوان المسلمين. نجا الأسد من محاولة اغتيال في هجوم بقنبلة يدوية في عام 1980. وردا على ذلك، قامت القوات التي يقودها شقيقه رفعت بالانتقام بقتل 250 سجينا في سجن تدمر في تدمر. وفي فبراير 1982، قصفت قوات الأسد مدينة حماة المتمردة، قتل ما بين 10,000 و 40,000 شخصا. وقد وصف فيما بعد بأنه «أخطر عمل تقوم به أي حكومة عربية ضد أشخاص في الشرق الأوسط الحديث». وعلى مدى السنوات القليلة المقبلة، تم اعتقال وتعذيب آلاف من أتباع الإخوان المسلمين، وقتل أو اختفاء العديد منهم. لقد أدرك الأسد أن جهوده السابقة لتحقيق الوحدة الوطنية في سوريا واكتساب الشرعية من سكان المناطق الحضرية السنية قد فشلت فشلا ذرييا. وقد واجه مقاومة من الإخوان والآلاف من أتباعهم. كما اعتبرت قطاعات كبيرة من المثقفين والمهنيين والمفكرين وأعضاء حزب البعث السابق حكومته غير شرعية. وفيما بعد، استخدم الأسد تهديد الإخوان لتبرير حكمه الغليظ.

### المجتمع
وأصبح الأسد يعتمد بشكل متزايد على زيادة رعاية دوائره الانتخابية المقربة كقاعدة دعم ومجتمع سياسي جديد يتألف من قطاعات كبيرة من الفلاحين والعمال، والطبقة المتوسطة والموظفين العموميين الذين يتقاضون مرتبات كبيرة ــ من السنة وغير السنة على حد سواء. وقد استفادت هذه الجماعات، التي كان معظمها منظما في حزب البعث، والنقابات الجماعية، والنقابات العمالية، مثل معظم العلويين والمسيحيين، استفادة كبيرة من سياسات الأسد، وقد اعتمدت عليه أو تم تعريفها أيديولوجيا مع حكومته. العديد من الشباب السوريين كان لهم أيضا ولاء قوي للأسد، لأنهم تلقوا تعليمهم أو قد تم تلقينهم في أفكار حزب البعث كما صاغها الأسد. لقد اكسبت هذه القطاعات من السكان الشرعية لحكومة الأسد، وحشدها الأسد بشكل دوري لدعم سياساته بشكل فعال وكبح أعدائه المحليين. وظلت قاعدة دعم الأسد الرئيسية الطائفة العلوية، والوحدات القتالية للقوات المسلحة السورية والشبكة الواسعة من منظمات الأمن والاستخبارات.
وكان أفراد الطائفة العلوية وغير العلويين الموالين للأسد يسيطرون فعليا على الأجهزة الأمنية والاستخباراتية والعسكرية. وقد قامت هذه القوات بأفراد أو قيادة حوالي 12 شبكة أمنية ومخابراتية ومعظم الفرق المدرعة والكوماندوز ووحدات مقاتلة أخرى تابعة للقوات المسلحة السورية. وكان الأسد قد حول بعض شبكاته الاستخباراتية إلى أجهزة للإرهاب ضد أهداف في الشرق الأوسط وأوروبا.

### مشاكل صحية
في نوفمبر 1983، الأسد - الذي كان مصابا بمرض السكري - عانى من أزمة قلبية خطيرة، والتي كانت معقدة بسبب التهاب الوريد. انسحب من الحياة العامة وجرت معركة للخلافة بين رفعت وجنرالات الجيش. وقد أدى تعافي الأسد وعودته إلى وضع حد للشقاق، واستغل الوضع لتقويض موقف شقيقه، ثم أرسله في النهاية إلى المنفى. وقد تم تأكيد عودة الأسد إلى السلطة العليا في مؤتمر الحزب الثامن في يناير 1985.

### الاقتصاد
ووصف الأسد إصلاحاته الداخلية بأنها حركة تصحيحية، وحقق بعض النتائج. وقد حاول الأسد تحديث القطاعات الزراعية والصناعية في سوريا. ومن أهم إنجازات الأسد استكمال سد الطبقة على نهر الفرات عام 1974. وهي واحدة من أكبر السدود على مستوى العالم، ولقد أطلق على خزانها بحيرة الأسد. وقد زاد هذا المستودع من الري في الأراضي الصالحة للزراعة، ووفر الكهرباء، وشجع التنمية الصناعية والتقنية في سوريا. فقد حصل العديد من الفلاحين والعمال على دخل مالي متزايد، والضمان الاجتماعي، وتحسين الخدمات الصحية والتعليمية. وحصلت الطبقات المتوسطة الحضرية، التي تضررت من سياسة حكومة جديد، على فرص اقتصادية جديدة.
وبحلول عام 1977، بات من الواضح أنه على الرغم من بعض النجاحات، فإن إصلاحات الأسد السياسية فشلت إلى حد كبير. وكان ذلك راجعا جزئيا إلى سوء حسابات الأسد أو أخطائه، وجزئيا إلى عوامل لم يتمكن من السيطرة عليها أو تغييرها بسرعة. ولا تزال هناك صعوبات اجتماعية - اقتصادية مزمنة، وتبدو صعوبات جديدة. عدم الكفاءة وسوء الإدارة والفساد في الحكومة والقطاع العام والقطاع الخاص والأمية والتعليم الرديء وفي المناطق الريفية بوجه خاص، كانت زيادة هجرة المهنيين، والتضخم، وتزايد العجز التجاري، وارتفاع تكاليف المعيشة ونقص السلع الاستهلاكية من بين المشاكل التي تواجهها سوريا. وقد ساهم العبء المالي لمشاركة سوريا في لبنان منذ عام 1976 في تفاقم المشاكل الاقتصادية وشجع الفساد والسوق السوداء. وقد أصبحت الطبقة الناشئة من رجال الأعمال والسماسرة متورطة مع كبار الضباط العسكريين، بما في ذلك رفعت، في تهريب السلع المهربة من لبنان، الأمر الذي أثر على إيرادات الحكومة ونشر الفساد بين كبار المسؤولين الحكوميين.
وفي أوائل الثمانينات، تدهور اقتصاد سوريا، وبحلول منتصف عام 1984 كانت أزمة الغذاء خطيرة إلى حد أن الصحافة كانت مليئة بالشكاوى. وقد سعت حكومة الأسد إلى إيجاد حل لها وجادلت بأن نقص الغذاء يمكن تجنبه بالتخطيط الاقتصادي الدقيق. وفي أغسطس استمرت أزمة الغذاء رغم الإجراءات الحكومية. سوريا كانت تفتقر للسكر والخبز والدقيق والخشب والحديد ومعدات البناء، التي أسفرت عن ارتفاع الأسعار إلى عنان السماء، والطوابير الطويلة، والأسواق السوداء المتفشية. وكان تهريب السلع من لبنان أمرا شائعا. وقد حاولت حكومة الأسد مكافحة التهريب لكنها واجهت مشاكل بسبب تورط رفعت في الأعمال غير القانونية. وفي يوليو 1984 شكلت الحكومة فرقة لمكافحة التهريب للسيطرة على الحدود اللبنانية السورية، الأمر الذي أثبت فعاليته. ولعبت سرايا الدفاع التي يقودها رفعت دورا قياديا في التهريب واستيراد ما قيمته 400 ألف دولار أمريكي من السلع يوميا. ضبطت فرق مكافحة التهريب بضائع بقيمة 3.8 مليون دولار أمريكي في الأسبوع الأول.
وفي أوائل التسعينيات، سجل الاقتصاد السوري نموا يتراوح بين 5% إلى 7%، وزادت الصادرات، وتحسن ميزان التجارة، وظل التضخم معتدلا عند 15% – 18%، وزادت صادرات النفط. وفي مايو 1991، حررت حكومة الأسد الاقتصاد السوري، الذي حفز الاستثمار الخاص المحلي والأجنبي. وكان أغلب المستثمرين الأجانب من دول الخليج العربي، حيث لا تزال الدول الغربية تواجه قضايا سياسية واقتصادية مع سوريا. واستثمرت دول الخليج في مشاريع البنية التحتية والتنمية. ولكن بسبب الأيديولوجية الاشتراكية لحزب البعث، رفضت حكومة الأسد خصخصة الشركات المملوكة للدولة.
في منتصف التسعينات، دخلت سوريا في أزمة اقتصادية أخرى بسبب الركود. وفي أواخر التسعينيات، كان النمو الاقتصادي في سوريا نحو 1.5%، وهو ما لم يكن كافيا لأن النمو السكاني كان بين 3% إلى 3.5%، الأمر الذي أدى إلى أن يكون نصيب الفرد في الناتج المحلي الإجمالي سلبيا. ومن بين الأعراض الأخرى للأزمة سيطرة الدولة على التجارة الخارجية. وقعت الأزمة الاقتصادية في سوريا في وقت يعاني فيه الأسواق العالمية من الركود. وكان انخفاض أسعار النفط في عام 1998 سببا في ضربة كبرى للاقتصاد السوري، ولكن عندما ارتفع سعر النفط في عام 1999، شهد الاقتصاد السوري انتعاشا جزئيا. ففي عام 1999، كانت واحدة من أسوأ موجات الجفاف في قرن من الزمان سببا في المزيد من المشاكل الاقتصادية. فقد تسبب في انخفاض بنسبة 25% إلى 30% في إنتاجية المحاصيل مقارنة مع عامي 1997 و 1998. وقد نفذت حكومة الأسد إجراءات طارئة شملت تقديم القروض والتعويض للمزارعين وتوزيع العلف مجانا من أجل إنقاذ الأغنام والماشية. بيد أن هذه الخطوات محدودة ولا تؤثر تأثيرا قابلا للقياس على الاقتصاد.
وقد حاولت حكومة الأسد خفض النمو السكاني، الذي تسبب في مشاكل اقتصادية، ولكن هذا لم ينجح إلا بشكل هامشي. ومن بين علامات الركود الاقتصادي عدم تقدم سوريا في المحادثات مع الاتحاد الأوروبي بشأن توقيع اتفاق الشراكة. وكان السبب الرئيسي وراء هذا الفشل هو صعوبة تلبية سوريا لمطالب الاتحاد الأوروبي بفتح الاقتصاد وإدخال الإصلاحات. وقال مارك بييريني رئيس وفد الاتحاد الأوروبي في دمشق إنه إذا لم يتم تحديث الاقتصاد السوري فإنه لا يمكن أن يستفيد من علاقات أوثق مع الاتحاد الأوروبي. ولكن حكومة الأسد أعطت موظفي الخدمة المدنية زيادة مقدارها 20% في الأجور في الذكرى السنوية للحركة التصحيحية التي أتت بالأسد إلى السلطة. وانتقدت الصحافة الاجنبية تردد سوريا في تحرير اقتصادها. وقد رفضت حكومة الأسد تحديث النظام المصرفي، والسماح للبنوك الخاصة، وفتح بورصة.

### عبادة الشخصية

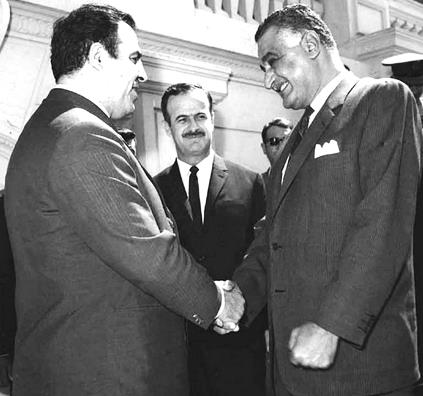
الاسد (وسط) ونور الدين الأتاسي (يسار) في لقاء مع الرئيس المصري جمال عبد الناصر، 1969. غالبا ما وصف الأسد نفسه خليفة ناصر بأنه «زعيم عربي».

لقد طور الاسد عبادة شخصية ترعاها الدولة من اجل المحافظة على السلطة. ولانه كان يريد أن يصبح زعيما عربيا، فإنه كثيرا ما كان يمثل نفسه خلفا لجمال عبد الناصر المصري، الذي صعد إلى السلطة في نوفمبر 1970، بعد بضعة أسابيع من وفاة ناصر. لقد قام بنمذجة نظامه الرئاسي على غرار ناصر، واشاد بناصر لقيادته لعموم العرب، وفي العلن عرض صور ناصر بجانب ملصقات لنفسه.
كما أبدى الأسد إعجابه صلاح الدين الأيوبي، الزعيم الكردي المسلم الذي وحد الشرق الإسلامي في القرن الثاني عشر وهزم الصليبيين في عام 1187 ثم فتح القدس. وعرض الأسد لوحة كبيرة لقبر صلاح الدين في دمشق في مكتبه وأصدر مشروع قانون عملة يضم صلاح الدين. وفي خطبه ومحادثاته كثيرا ما أشاد الأسد بنجاحات صلاح الدين وانتصاره على الصليبيين بينما كان يساوي بين إسرائيل ومملكة القدس دولة الصليبيين.
وقد وضعت صور للأسد، التي تصور في كثير من الأحيان أنه يشارك في أنشطة بطولية، في أماكن عامة. قام بتسمية العديد من الأماكن والمؤسسات باسمه وأفراد أسرته. وفي المدارس، تم تعليم الأطفال لغناء أغاني الإطراء عن حافظ الأسد. بدأ المعلمون كل درس بأغنية «قائدنا الخالد حافظ الأسد».

## السياسة الخارجية
وقد واجهت سياسة الأسد الداخلية صعوبات ونكسات خطيرة، وأسفرت عن مشاكل جديدة ومشاعر سيئة، لا سيما بين الطبقات الحضرية السنية؛ واستمرت الطائفة الأرثوذكسية من هذه الطبقات في معارضة حكومة الأسد لكونها دكتاتورية عسكرية طائفية. إن المعارضة الإسلامية المستمرة لحكومته وأوجه القصور في سياساته الاجتماعية والاقتصادية أجبرت الأسد على التركيز بشكل أساسي على الشؤون الإقليمية لسوريا، أي السياسات الداخلية العربية والمناهضة لإسرائيل. ولم يكن هذا الميل نابعا من توقعات الأسد لتحقيق مكاسب سريعة ومميزة في سياساته الخارجية في وقت حيث كانت القضايا الاجتماعية الاقتصادية في سوريا تتطلب جهودا مضنية طويلة الأجل من دون وعد بنتائج إيجابية فورية. وبالإضافة إلى طموحه إلى تحويل سوريا إلى قوة إقليمية، والتحول إلى زعيم عربي شامل، فقد حسب الأسد أن العمل من أجل الوحدة العربية وزيادة الكفاح ضد إسرائيل من المرجح أن يعزز شرعيته وقيادته بين مختلف قطاعات السكان السوريين.
كانت أول أعمال السياسة الخارجية للأسد الانضمام إلى اتحاد الجمهوريات العربية المؤسس حديثا مع مصر وليبيا ثم السودان فيما بعد، والتوقيع على اتفاق عسكري مع مصر. لقد أعطى الأسد أولوية عالية لبناء جيش قوي وإعداده لمواجهة مع إسرائيل، سواء لأغراض هجومية أو دفاعية ولتمكينه من التفاوض سياسيا على عودة مرتفعات الجولان من موقع القوة العسكرية. وقد خصص ما يصل إلى 70 في المئة من الميزانية السنوية للتكديس العسكري وتلقى كميات كبيرة من الأسلحة الحديثة من الاتحاد السوفيتي.
وبمجرد أن أعد الأسد جيشه، كان على استعداد للانضمام إلى مصر تحت حكم أنور السادات في حرب يوم الغفران في أكتوبر 1973. فقد هزمت سوريا، ولكن في حين وقع السادات على اتفاقيات أحادية الجانب مع إسرائيل، خرج الأسد من الحرب بوصفه بطلا وطنيا في سوريا وفي أجزاء أخرى من الشرق الأوسط. وكان ذلك راجعا إلى قراره بشن الحرب ضد إسرائيل وحرب الاستنزاف التي نشبت بعد ذلك ضد القوات الإسرائيلية في أوائل عام 1974. وقد مكنت مهارة الأسد كمفاوض بارد وفخور وصلب في فترة ما بعد الحرب من اكتساب بلدة القنيطرة واحترام وإعجاب العديد من العرب. والآن ينظر العديد من أتباعه إلى الأسد باعتباره الزعيم العربي الجديد، وخليفة جمال ناصر الجدير بالاهتمام.
وفي حين يروج لنفسه كزعيم تاريخي على غرار عبد الناصر وصلاح الدين، فإن الأسد كان ينظر إلى أهدافه الرئيسية باعتبارها الوحدة العربية والصراع المتصلب ضد إسرائيل. وكان الهدف الأخير نابعا جزئيا من احتياج الأسد إلى الشرعية بوصفه حاكما علويا لسوريا يرغب في تقديم نفسه كزعيم عربي ومسلم حقيقي. وقد أصبح مقتنعا بأن إسرائيل تشكل تهديدا خطيرا لسلامة الأمة العربية من النيل إلى الفرات، وأن مهمته التاريخية هي الدفاع عن العروبة. وكان ينظر إلى المواجهة مع إسرائيل باعتبارها صراعا محصلتها صفر، وباعتباره استراتيجي فهم سياسات القوة، فإنه كان يسعى إلى موازنة القوة العسكرية الإسرائيلية بتحالف سياسي عسكري عربي كامل. بعد مغادرة مصر السادات التحالف بعد حرب 1973، قرر الأسد خلال منتصف السبعينيات إنشاء تحالف عربي كامل بديل مع العراق والأردن ولبنان و‌منظمة التحرير الفلسطينية. لكنه واجه صعوبات في التوصل إلى تفاهم مع العراق البعثي لأنه لم يكن يريد أن يلعب دورا ثانويا في اتحاد عراقي سوري. ثم عاد الأسد إلى هدفه المتمثل في إنشاء اتحاد أو تحالف أكبر بين دول بلاد الشام مع الأردن ولبنان ومنظمة التحرير الفلسطينية. وخلال الفترة 1975-1980، عمل الأسد على تعزيز التعاون السياسي والعسكري والاقتصادي بشكل كبير مع الأردن، وتوسيع سيطرته على أجزاء كبيرة من لبنان، وتدخل في الحرب الأهلية اللبنانية، كما دعم تحالفه الاستراتيجي مع منظمة التحرير الفلسطينية.
كما حقق الأسد مكاسب كبيرة في علاقاته مع القوى العظمى. وفي عام 1974 أحرج الاتحاد السوفييتي بالتفاوض مع الولايات المتحدة بشأن فك الارتباط العسكري في مرتفعات الجولان، وفي عام 1976 تجاهل الضغوط والطلبات السوفييتية الامتناع عن غزو لبنان، ثم الامتناع فيما بعد عن مهاجمة منظمة التحرير الفلسطينية والقوات الراديكالية اللبنانية. وفي الوقت نفسه، جدد الأسد وحسن بشكل ملحوظ علاقاته مع الولايات المتحدة وجعل الرئيسين ريتشارد نيكسون و‌جيمي كارتر من أشد المعجبين به.
ولكن لم تستمر إنجازات الأسد الدولية والإقليمية ولا مكاسبه المحلية طويلا، وسرعان ما أظهر علامات الانهيار بسبب سوء التقدير والظروف المتغيرة. والآن أصبحت سياسته الإقليمية، التي كسبته نجاحا سياسيا مبكرا، السبب الرئيسي لانتكاساته الشديدة. كان تدخل الأسد المباشر في لبنان خطأ فادحا في الحسابات، وفي غضون عامين تحول من كونه أصلا مهما إلى مسؤولية جسيمة على المستويين الإقليمي والمحلي. وقد أدت مناورات الأسد بين الفصيلين المتنافسين الرئيسيين، واللعب الواحد ضد الآخر، إلى تنفير كلا الفصيلين.
وفي عام 1978، بدأ المارونيين المسيحيين، الذين يخشون الهيمنة السورية، حرب عصابات ضد القوات السورية في بيروت وشمال لبنان. وقد ساهم الدعم المعنوي والمعونة المادية لإسرائيل في الحكم الذاتي للموارنة وفي مقاومتهم لاحتلال الأسد الفعلي للبنان. وقد قامت حكومة الليكود المشكلة حديثا في إسرائيل بتطوير علاقات سياسية وعسكرية مع القوات اللبنانية المارونية وساهمت في تقويض موقف الأسد الإقليمي. وقد رحبت إسرائيل بمبادرة السادات في نوفمبر 1977 ووقعت اتفاقات كامب ديفيد مع مصر في عام 1978، والتي أعقبتها معاهدة السلام بين مصر وإسرائيل في عام 1979.
وقد عانى موقف الاسد الاستراتيجي الإقليمي من ضربات خطيرة لان انسحاب مصر من المواجهة العربية ضد إسرائيل قد عرض سوريا لتهديد اسرائيلى متنامي. وبعيدا عن التقارب قصير الأمد مع منظمة التحرير الفلسطينية، أصبح الأسد معزولا على نحو متزايد في المنطقة. وانهارت محادثات الوحدة الموجزة التي أجراها مع الزعماء العراقيين في منتصف عام 1979؛ ومع مشاركة العراق في الحرب مع إيران عام 1980، انسحب العراق أيضا فعليا من الصراع ضد إسرائيل. وفي عام 1979 أيضا، تحت تأثير معاهدة السلام المصرية الإسرائيلية، وفي ضوء المأزق الإقليمي الذي تعيشه سوريا، انسحب الملك حسين ملك الأردن من ارتباطه بالأسد لصالح علاقة أوثق مع العراق. وقد تعرض موقف الأسد الاستراتيجي الإقليمي لمزيد من الضرر عندما تخلت إدارة كارتر الأميركية عن سياستها الجديدة ذات التوجه السوري لصالح عملية السلام المصرية الإسرائيلية.

### ثبت مراجع
- Alianak، Sonia (2007). Middle Eastern Leaders and Islam: A Precarious Equilibrium. Peter Lang. ISBN:978-0-8204-6924-9.
- Ball، Howard (2010). Genocide: A Reference Handbook. ABC-CLIO. ISBN:978-1-59884-488-7. مؤرشف من الأصل في 2022-06-11.
- Batatu, Hanna (1999). Syria's Peasantry, the Descendants of Its Lesser Rural Notables, and Their Politics. Princeton University Press. ISBN:0-691-00254-1.
- Barkey، Henri J.؛ Lasensky، Scott؛ Marr، Phebe؛ Hamilton، Lee H. (2011). Iraq, Its Neighbors, and the United States: Competition, Crisis, and the Reordering of Power. US Institute of Peace Press. ISBN:978-1-60127-077-1.
- Carter، Terry؛ Dunston، Lara؛ Thomas، Amelia (2008). Syria and Lebanon. Lonely Planet. ISBN:978-1-74104-609-0. مؤرشف من الأصل في 2022-04-10.
- Chaliand، Gérard؛ Blin، Arnaud (2007). The History of Terrorism: From Antiquity to al Qaeda. University of California Press. ISBN:978-0-520-24709-3. مؤرشف من الأصل في 2022-06-01.
- Freedman، Robert O. (2002). The Middle East Enters the Twenty-first Century. University Press of Florida. ISBN:978-0-8130-3110-1.
- Harris، William W. (1997). Faces of Lebanon: sects, wars, and global extensions. Markus Wiener Publishers. ISBN:978-1-55876-116-2.
- Hinnebusch, Raymond (2001). Syria: Revolution from Above (ط. 1st). روتليدج (دار نشر). ISBN:978-0-415-26779-3.
- Kibaroğlu، Mustafa؛ Kibaroğlu، Ayșegül؛ Halman، Talât S. (2009). Global Security Watch-Turkey: A Reference Handbook. Peter Lang. ISBN:978-0-313-34560-9.
- Korany، Bahgat؛ Dessouki، Ali E. H. (2010). The Foreign Policies of Arab States: The Challenge of Globalization. American University in Cairo Press. ISBN:978-977-416-360-9.
- Keddie، Nikki R. R. (2012). Women in the Middle East: Past and Present. Princeton University Press. ISBN:978-0-691-12863-4. مؤرشف من الأصل في 2022-05-11.
- Leverett، Flynt L. (2005). Inheriting Syria: Bashar's Trial By Fire. Brookings Institution Press. ISBN:978-0-8157-5204-2. مؤرشف من الأصل في 2022-06-12.
- Metz، Helen C. (2004). Libya. Kessinger Publishing. ISBN:978-1-4191-3012-0.
- Milton-Edwards، Beverley (2009). Jordan: A Hashemite Legacy. Taylor & Francis. ISBN:978-0-415-45717-0.
- Otman، Waniss؛ Karlberg، Erling (2007). The Libyan Economy: Economic Diversification and International Repositioning. Springer. ISBN:978-3-540-46460-0.
- Olmert، Yosef (1986). Shaked، Haim؛ Dishon، Daniel (المحررون). Middle East Contemporary Survey. The Moshe Dayan Center. ج. 8. ISBN:978-965-224-006-4.
- Olmert، Yosef (1988). Rabinovich، Itmar؛ Shaked، Haim (المحررون). Middle East Contemporary Survey. The Moshe Dayan Center. ج. 10. ISBN:978-0-8133-0764-0.
- Pelletière، Stephen C. (2007). Losing Iraq: Insurgency and Politics. Greenwood Publishing Group. ISBN:978-0-275-99213-2.
- Pipes، Daniel (1995). Syria Beyond the Peace Process. The Washington Institute for Near East Policy. ISBN:978-0-944029-64-0.
- Phillips، David L. (2009). From Bullets to Ballots: Violent Muslim Movements in Transition. Transaction Publishers. ISBN:978-1-4128-0795-1.
- Pollack، Kenneth (2002). Arabs at War: Military Effectiveness 1948–1991. Lincoln: University of Nebraska Press. ISBN:0-8032-3733-2. مؤرشف من الأصل في 2022-12-04.
- Post، Jerrold M.؛ George، Alexander (2004). Leaders and Their Followers in a Dangerous World: The Psychology of Political Behavior. Cornell University Press. ISBN:978-0-8014-4169-1. مؤرشف من الأصل في 2022-02-02.
- Radu، Michael (2003). Dangerous Neighborhood: Contemporary Issues in Turkey's Foreign Relations. Transaction Publishers. ISBN:978-0-7658-0166-1.
- Reich، Bernard (1990). Political Leaders of the Contemporary Middle East and North Africa: A Biographical Dictionary. Greenwood Publishing Group. ISBN:978-0-313-26213-5.
- Schenker، David K. (2003). Dancing with Saddam: The Strategic Tango of Jordanian-Iraqi Relations. Lexington Books. ISBN:978-0-7391-0649-5.
- Schlumberger، Oliver (2007). Debating Arab Authoritarianism: Dynamics and Durability in Nondemocratic Regimes. Stanford University Press. ISBN:978-0-8047-5776-8.
- Seale، Patrick (1990). Asad: The Struggle for the Middle East. University of California Press. ISBN:978-0-520-06976-3. مؤرشف من الأصل في 2022-03-26.
- Seddon، David (2004). A Political and Economic Dictionary of the Middle East. Taylor & Francis. ISBN:978-1-85743-212-1.
- Shore، Nawar (2008). The Arab-American Handbook: A Guide to the Arab, Arab-American & Muslim Worlds. Cune Press. ISBN:978-1-885942-14-2.
- Tanter، Raymond (1999). Rogue Regimes: Terrorism and Proliferation. Palgrave Macmillan. ISBN:978-0-312-21786-0.
- Tucker، Spencer C.؛ Roberts، Priscilla M. (2008). The Encyclopedia of the Arab-Israeli Conflict: A Political, Social, and Military History: A Political, Social, and Military History. ABC-CLIO. ISBN:978-1-85109-842-2.
- Wright، Robin B. (2009). Dreams and Shadows: The Future of the Middle East. Penguin Press. ISBN:978-0-14-311489-5. مؤرشف من الأصل في 2022-05-25.
- Zahler، Kathy A. (2009). The Assads' Syria. Twenty-First Century Books. ISBN:978-0-8225-9095-8.
- Zisser، Eyal (1993). Ayalon، Ami (المحرر). Middle East Contemporary Survey. The Moshe Dayan Center. ج. 15. ISBN:978-0-8133-1869-1.
- Zisser، Eyal (1995). Ayalon، Ami (المحرر). Middle East Contemporary Survey. The Moshe Dayan Center. ج. 16. ISBN:978-0-8133-2133-2.
- Zisser، Eyal (2002). Maddy-Weitzman، Bruce (المحرر). Middle East Contemporary Survey. The Moshe Dayan Center. ج. 23. ISBN:978-965-224-049-1.
- Zisser، Eyal (2006). Commanding Syria: Bashar al-Asad and the First Years in Power. I. B. Tauris. ISBN:978-1-84511-153-3.